# Mount Genecand
Mount Genecand ist ein rund 1200 m hoher Berg an der Graham-Küste des Grahamlands im Norden der Antarktischen Halbinsel. Er ragt zwischen den Mündungen des Lawrie-Gletschers und des Weir-Gletschers in die Barilari-Bucht auf.
Der Falkland Islands Dependencies Survey kartierte ihn anhand von Luftaufnahmen der Hunting Aerosurveys Ltd. aus den Jahren von 1955 bis 1957. Das UK Antarctic Place-Names Committee benannte ihn 1959 nach dem Schweizer Bergsteiger Félix-Valentin Genecand (1874–1957), genannt „Tecouni“, der etwa um 1910 den Tricouni-Beschlag für Bergschuhe entwickelt hatte.